# Creux (navire)
Pour les articles homonymes, voir Creux.
Le creux est un mot utilisé dans l'architecture navale pour désigner plusieurs notions.

## Coque

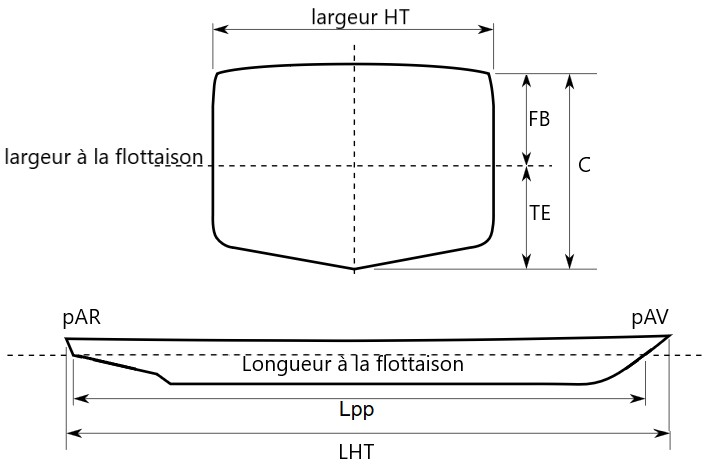
Dimensions principales de la coque d'un navire - Le creux : C

Le creux est l'une des dimensions caractéristiques, que mesure la distance entre le point le plus bas du pont principal (pont de franc-bord) d'un navire, et le point le plus bas de la quille. 
Il est égal à l'addition du tirant d'eau et du franc-bord. On l'utilise notamment pour son rapport avec la largeur.
Légende du schéma :
- C : Creux
- FB : Franc-bord
- TE : Tirant d'eau
- Largeur HT : Largeur hors-tout
- Largeur à la flottaison
- LHT : Longueur hors-tout
- Longueur à la flottaison
- Lpp : Longueur entre perpendiculaires
- pAR : Perpendiculaire arrière
- pAV : perpendiculaire avant

## Voile
Le creux désigne sur une voile la profondeur de la courbure de la voile. Le creux est un paramètre important du réglage d'une voile.